# Longwy-sur-le-Doubs
Longwy-sur-le-Doubs település Franciaországban, Jura megyében. Lakosainak száma 493 fő (2022. január 1.). Longwy-sur-le-Doubs Peseux, Asnans-Beauvoisin, Chaussin, Chemin és Petit-Noir községekkel határos.

## Népesség
A település népességének változása:
| Lakosok száma | 525  | 490  | 498  | 551  | 529  | 521  | 505  | 491  | 487  | 493  |
|               | 1968 | 1982 | 1990 | 2006 | 2013 | 2015 | 2017 | 2019 | 2020 | 2022 |